# Giacomo Cantelmo
Giacomo Cantelmo (Nápoles, 13 de junio de 1640 - ídem, 11 de diciembre de 1702), fue un cardenal y arzobispo católico de familia noble italiana.

## Reseña biográfica
Designado arzobispo titular de Cesarea de Capadocia el 27 de septiembre de 1683, fue consagrado en Sant'Andrea della Valle el 3 de octubre del mismo año por Carlos Pío de Saboya, cardenal-obispo de Sabina, auxiliado por Giuseppe Bologna, arzobispo emérito de Benevento y Gregorio Giuseppe Gaetani de Aragonia, arzobispo de Neocaesarea in Ponto. 
Sirvió en las Nunciaturas apostólicas de la República de Venecia, desde el 27 de septiembre de 1683 hasta el 18 de abril de 1685; de Suiza, desde el 18 de abril de 1685 hasta el 10 de diciembre de 1687; de Polonia, desde el 23 de octubre de 1688 hasta el 15 de octubre de 1689; y de Austria, desde el 15 de octubre hasta el 15 de diciembre de 1689. A mediados de 1689 fue nombrado secretario de la Congregación de Obispos y Regulares hasta el 13 de febrero de 1690.
El 13 de febrero de 1690 fue elevado a cardenal, siendo el 10 de abril de ese mismo año instalado como cardenal-presbítero de Santos Marcelino y Pedro hasta el 11 de diciembre de 1702. Para el arzobispado de Capua fue designado el 27 de septiembre de 1690 hasta el 23 de julio de 1691, día en que fue hecho arzobispo de Nápoles hasta el 11 de diciembre de 1702. También ejerció de camarlengo del Colegio Cardenalicio desde el 3 de febrero de 1700 hasta el 23 de enero de 1702.